# Præriens Rose
Præriens Rose er en amerikansk stumfilm fra 1918 af Reginald Barker.

## Medvirkende
- Geraldine Farrar som Pancha O'Brien
- Tom Santschi som Jim Dyke
- Milton Sills som Jack Webb
- William Black